# 31508 Kanevsky
31508 Kanevsky è un asteroide della fascia principale. Scoperto nel 1999, presenta un'orbita caratterizzata da un semiasse maggiore pari a 2,3601453 UA e da un'eccentricità di 0,0383219, inclinata di 1,75212° rispetto all'eclittica.